# NGC 6196
NGC 6196 = IC 4615 ist eine linsenförmige Galaxie vom Hubble-Typ E/S0 im Sternbild Herkules am Nordsternhimmel. Sie ist schätzungsweise 427 Millionen Lichtjahre von der Milchstraße entfernt und hat einen Durchmesser von etwa 250.000 Lichtjahren.
Im selben Himmelsareal befinden sich u. a. die Galaxien NGC 6194, NGC 6197, IC 4614.
Das Objekt wurde am 9. Juli 1864 von Albert Marth entdeckt. Durch einen Fehler in Marths Positionsangabe führte die Beobachtung von Guillaume Bigourdan am 28. August 1886 unter IC 4615 zu einem Eintrag im Index-Katalog.